# Nazario Carlo Bellandi
Nazario Carlo Bellandi (Roma, 24 febbraio 1919 – Roma, 20 aprile 2010) è stato un organista e compositore italiano, oltre che pianista e clavicembalista.

## Biografia
Ottenne il diploma in composizione presso il Conservatorio di Santa Cecilia nel 1942. Due anni dopo si diplomò in pianoforte presso lo stesso conservatorio e si specializzò poi in direzione di coro e musica cinematografica presso l'Accademia Nazionale di Santa Cecilia nel 1946. Nel 1947 conseguì il Diploma in canto gregoriano presso il Pontificio Istituto di Musica Sacra e nel 1948 conseguì poi il diploma di organo e composizione organistica, sempre presso il conservatorio romano. Nel 1949 ottenne il Magistrum in organo presso il Pontificio Istituto di Musica Sacra ed il Perfezionamento in organo presso l'Accademia Chigiana di Siena. Si perfezionò poi in paleografia musicale presso l'Università di Bologna. Durante i frequenti spostamenti della sua famiglia studiò anche presso il Conservatorio di Palermo e quello di Parma.
Nel corso della sua formazione musicale studiò con Renzo Silvestri (pianoforte), Ferruccio Vignanelli e Fernando Germani (organo), Carlo Jachino e Alessandro Bustini (composizione). Fu compagno di studi per più anni di Carlo Maria Giulini, Bruno Maderna, Armando Renzi e Guido Turchi.

## Attività di insegnamento
Bellandi svolse attività didattica dal 1949 al 1989/90, per quarant'anni consecutivi.
I primi venticinque anni di insegnamento, dal 1949 al 1975, li fece ininterrottamente presso il Conservatorio di Santa Cecilia in Roma dove tenne la cattedra di organo e composizione organistica.
Dal 1974 fu titolare della cattedra di composizione presso il medesimo istituto, dove tenne anche le cattedre di organo principale, armonia e contrappunto.
È stato anche titolare di armonia e contrappunto complementare al Conservatorio di Napoli, ma insegnò anche in altri istituti musicali di diverse città italiane.

## Opere

### Opere per organo d'impronta didattica
- Variazioni canoniche per organo
- Metodo di Studio per la pedaliera organistica Vol. I e Vol. II
- La composizione canonica su parte fissa - guide al canone: 24 variazioni canoniche per organo
- Scuola d'organo e composizione organistica. Variazioni, fughe, sonate
- Fughe per organo per lo studio della composizione organistica
- Corali per organo ad immagine di Bach per lo studio della composizione organistica
- Meditazioni su canti gregoriani per lo studio della composizione organistica (omaggio a Frescobaldi)
- Tre mottetti per voce solista ed organo
- Mottetto per Voce solista ed organo
- Preludio e fuga in Sol minore per organo per lo studio della scala cromatica
- Preludio e fuga per organo in Do
- Preludio e fuga per organo in Fa minore
- Fughetta

### Opere per organo
- I sonata per organo (Corale, variazioni canoniche e fuga)
- II sonata per organo in quattro tempi
- III sonata per organo in quattro tempi
- Sinfonia eucaristica in quattro tempi
- Sinfonia ecumenica per coro e organo
- Fuga per organo sul nome di BACH
- Gloria per coro e organo
- Offertorio per coro e organo
- Sonata
- Fuga
- La Rosa di Maggio, per organo, coro e solisti
- Messa per coro a 4 voci ed organo con testo italiano per il proprio della messa dei Santi Apostoli Pietro e Paolo
- Salve Regina, per voce solista di contralto e organo
- Ave Maria
- Sancta Maria
- Saluto agli sposi

### Opere per pianoforte
- I allegro di sonata per violino e pianoforte
- II allegro di sonata per violino e pianoforte
- Adagio e allegro in Mi b per pianoforte
- Sonata in un tempo per pianoforte
- Suite per pianoforte

### Opere per altri strumenti, coro e orchestra
- Il Rosario musicato
- Cantico delle Creature per coro misto, voci soliste, orchestra d'archi e percussione, su testo di San Francesco
- Il pianto della Madonna, (lauda drammatica, musica per orchestra, solisti e coro, su testo di Jacopone da Todi)
- Preludio e fuga per orchestra d'archi
- Introduzione, mescolanze e fuga per quartetto d'archi in do
- Fuga per quartetto d'archi
- Quartetto in Si bemolle per archi
- Quartetto
- Inno Processionale “Santa Maria Madre della Pace”
- Metamorfosi: allegro – adagio – recitativo per piccola orchestra
- Madrigale a cinque voci
- Due madrigali a tre voci
- Adagio e scherzo per piccola orchestra (variazioni su un tema di Robert Schumann)
- Missa Pro Defunctis (Messa gregoriana con accompagnamento)
- Valzer
- Musiche per la figlia

### Studi scientifici e saggi
- Tavole canoniche
- Aspetti dell'arte organistica di Bach
- Analisi Tecnica ed Estetica di Canti Gregoriani
- Il tritono: Diabolus in musica, in Rivista filosofica Montag, 1997
- Sinfonia in quattro tempi: il ritmo, il tritono, il suono e la parola, con la musica verso l'unità
- Argomenti per la conoscenza teorica e pratica della musica e della composizione musicale
- Osservazioni e proposte relative alla riforma del programma di studio per la classe d'organo e composizione organistica

## Attività di composizione

### Opere per organo d'impronta didattica
Il ciclo relativo alla produzione organistica è in parte costituito da lavori costruiti con intento didattico, destinati a risolvere problemi inerenti alle materie di studio specifiche della cattedra di organo e composizione organistica.  Tali lavori sono le raccolte di “Fughe per organo” per lo studio della composizione organistica, i Fiori musicali a immagine di Frescobaldi, i Corali a immagine di Bach, i Mottetti per voce solista ed organo, vari preludi e fughe in varie tonalità (fra questi la composizione per lo studio della scala cromatica) e le “24 Variazioni canoniche” per lo studio e l'applicazione delle Guide al canone.

### Tre sonate per organo
Oltre l'ambito specificatamente didattico sono altri lavori destinati sempre alla letteratura dello strumento dell'organo. Tali lavori sono, fra l'altro, le tre sonate per organo e le due sinfonie per coro e organo. La Prima sonata è costruita sulla base delle Tavole canoniche ideate dall'autore. Dopo il corale si susseguono le variazioni di canone all'ottava, canone alla settima, canone alla seconda, canone alla sesta, canone alla quarta, canone alla quinta, canone alla terza, preludio alla fuga e fuga. La Seconda sonata usa procedimenti modali e tonali in una sintesi tra romanticismo e razionalità addirittura matematica. La Terza sonata adotta la tecnica seriale dodecafonica trasformandola in un innovativo pancromatismo tonale.

### Sinfonia ecumenica
La “Sinfonia ecumenica” per coro e organo è costruita sul testo letterario latino e musicale dell'Introito della Prima Messa di Avvento e dell’Antifona ad laude dell'Ascensione Domini, nonché sul testo tedesco e musicale del Corale di Lutero sul “Padre Nostro”. La Sinfonia si chiama ecumenica perché, tramite lo specifico linguaggio musicale e l'uso dei due testi latino e tedesco, raggiunge una nuova sintesi espressiva unitaria tra antico e moderno ad emblema del superamento dei limiti della vita umana verso la realtà trascendente. Il primo tempo, sul testo dell'Avvento gregoriano, è in forma classica di “primo tempo di sonata” con pari rilevanza tra l'organo e il coro. I temi gregoriani e corale luterano si accostano e fondono tramite procedimenti armonici tradizionali e non, tonali, modali, politonali, seriali dodecafonici, ecc.. Il secondo tempo (adagio) per solo organo trae inizio dall'Antifona dell'Ascensione e culmina nelle variazioni melodico-recitative sul corale del Padre Nostro con temi musicali su serie dodecafoniche. Il terzo tempo (vivace) per solo organo provoca un senso di contrasto culminante con il quarto tempo (finale) in forma di fuga in tema seriale dodecafonico ma immerso in un contesto armonico e tonale-politonale. Qui l'organo si intercala con il coro con il testo in tedesco del Padre Nostro, in forma monoritmica armonica.

### Sinfonia eucaristica
La “Sinfonia eucaristica” fin dal primo tempo (fuga per organo) si esprime in una moltitudine di temi musicali ricorrenti in vari aspetti tecnici che, in un processo graduale dal cromatismo esasperato e oscuro (anche atonale) dei primi due tempi al mutuare lirico del terzo tempo fino alla meditazione corale trionfale e luminosa del quarto tempo, vogliono rappresentare il mistero del rinnovamento dell'umanità nell'eucaristia. Questa sinfonia termina con un finale sull'inno medievale del "Pange Lingua", svolgendosi in 45 variazioni.

### Fuga per organo sul nome di BACH
La fuga per organo sul nome di Bach, basata sullo schema B-A-C-H, è uno studio di contrappunto e di armonia cromatica.

### Le altre opere per organo
La lista delle opere sopra riportata include anche altre opere per organo.

### Opere per coro, orchestra, pianoforte, archi e altri strumenti
Bellandi compose svariate opere per strumenti diversi dall'organo, quali composizioni per archi, quartetti, sonate per violino, per pianoforte, orchestra e solisti, ecc.
Si citano il “Cantico delle creature di S. Francesco” e la Lauda drammatica, musica per orchestra, solisti e coro, su testo di Jacopone da Todi.
L'Inno “Santa Maria, Madre della Pace” è stato composto espressamente su richiesta del Sindaco di Circello, Davide Nava, autore del testo letterario, per l'occasione della Festa degli emigranti che si svolge a Circello ai primi di agosto.

### Rosario musicato
Il Rosario musicato è l'opera più complessa del Bellandi, sia in senso dimensionale sia per procedimenti musicali, per coro, voci soliste ed organo con, intercalati a parte, brani musicali in strutture strumentali sinfonico-corali, secondo la tradizione dei Misteri gaudiosi, Misteri dolorosi e Misteri gloriosi del Rosario. Un brano musicale, solo strumentale per organo, introduce ciascun mistero. Seguono, per ogni mistero, i canti sul testo in latino della preghiera dell'Ave Maria in combinazioni e procedimenti musicali sempre diversi. Un brano sinfonico-orchestrale conclude ogni ciclo dei “Misteri”, a sintesi della precedente testimonianza delle sole voci e organo. L'introduzione generale all'opera per soprano e organo, musica versi ripresi dal XXXIII canto del “Paradiso” di Dante Alighieri “Vergine madre figlia del tuo figlio”.

## Opere teoriche e didattiche

### Le tavole canoniche
Queste tavole sono un originale metodo matematico per tecnica di composizione cosiddetta canonica, con esempi da 2 a 8 voci.

### Il metodo di studio per la pedaliera organistica
Il metodo, in tre volumi, illustra procedimenti razionali e fisici per l'acquisizione in pochi mesi di una tecnica esecutiva sicura e naturale per la pedaliera organistica.

### Il ritmo, tritono, il suono, la parola con la musica verso l'unità
Questo studio spiega in parole semplici i misteri basilari del ritmo, tritono, suono, parola, tempo e spazio che reggono ogni composizione musicale.

## Attività concertistica
Bellandi fu in particolare un cultore ed esecutore delle musiche di J. S. Bach. Ha inoltre eseguito l'opera completa per organo di César Franck.

## Attività di costruzione organaria
Costruì un organo a canne di tre tastiere e pedali con 55 registri.

## Il messaggio
L'orientamento tecnico ed estetico dell'opera del Bellandi è riconosciuto come caratterizzato dalla libertà e indipendenza artistica nella ricerca di conoscenza critica e pratica sperimentazione dei procedimenti musicali, dove la musica è concepita come diffusione del credo religioso e dei valori umani ed universali della vita.